# Elin Wägner
Elin Matilda Elisabet Wägner (Lund, Suecia, 16 de mayo de 1882 - Rösås (Suecia), 7 de enero de 1949) fue una escritora, periodista y pacifista sueca. Fue miembro de la Academia Sueca desde 1944.

## Biografía
Wägner nació en Lund, hija de un director de escuela. Su madre murió cuando ella tenía tres años. 
Las obras de Wägner se enfocan en la emancipación de la mujer, los derechos civiles, el sufragio femenino, el bienestar social y la contaminación ambiental. También es reconocida por su compromiso con el movimiento del sufragio femenino en Suecia y por haber fundado la organización Rädda Barnen (la rama sueca de la Alianza Internacional Save the Children. Así mismo, desarrolló una escuela femenina en Fogelstad. Junto a Fredrika Bremer, Wägner es considerada una de las pioneras feministas más influyentes de Suecia.
Wägner fue una escritora prolífica, escribiendo numerosas novelas, así como artículos en periódicos y guiones para películas.

## Novelas
- Fredrika Bremer (1949)
- Spinnerskan (1948)
- Vinden vände bladen (1947)
- Hans Larsson (1944)
- Selma Lagerlöf II (1943)
- Selma Lagerlöf I (1942)
- Väckarklocka (1941)
- Fred med jorden (1940)
- Tusen år i Småland (1939)
- Hemlighetsfull (1938)
- Genomskådad (1937)
- Vändkorset (1935)
- Mannen vid min sida (1933)
- Dialogen fortsätter (1932)
- Gammalrödja (1931)
- Korpungen och jag (1930)
- Svalorna flyga högt (1929)
- Den odödliga gärningen (1928)
- De fem pärlorna (1927)
- Natten till söndag (1926)
- Silverforsen (1924)
- Från Seine, Rhen och Ruhr (1923)
- Den namnlösa (1922)
- Nyckelknippan (1921)
- Den förödda vingården (1920)
- Den befriade kärleken (1919)
- Kvarteret Oron (1919)
- Åsa-Hanna (1918)
- Släkten Jerneploogs framgång (1916)
- Camillas äktenskap (1915)
- Mannen och körsbären (1914)
- Helga Wisbeck (1913)
- Pennskaftet (1910)
- Norrtullsligan (1908)
- Från det jordiska museet (1907)

## Guiones cinematográficos
- Åsa-Hanna (1946)
- Efterlyst (1939)
- Ungdom (1927)
- Ungdom (1927)